# Naburige rechten
Naburige rechten zijn rechten die naast het auteursrecht staan en die een uitvoerend kunstenaar of producent het recht geven te beslissen over opname, vermenigvuldiging en uitzending van een uitvoering en daar een billijke vergoeding voor te ontvangen.

## Internationale verdragen
Naburige rechten zijn een uitwerking van meerdere internationale verdragen, waaronder:
- Internationaal Verdrag inzake de bescherming van uitvoerende kunstenaars, producenten van fonogrammen en omroeporganisaties (Rome, 1961).
- Overeenkomst ter bescherming van producenten van fonogrammen tegen het ongeoorloofd kopiëren van hun fonogrammen (Genève, 1971).

## Naburige rechten binnen de Europese Unie
Binnen de Europese Unie zijn deze rechten vastgelegd en geharmoniseerd via Europese Richtlijnen:
- Europese Richtlijn betreffende de harmonisatie van bepaalde aspecten van het auteursrecht en de naburige rechten in de informatiemaatschappĳ (2001/29/EG).
- Europese Richtlijn betreffende de beschermingstermijn van het auteursrecht en van bepaalde naburige rechten (2006/116/EG).
- Europese Richtlijn tot wijziging van Richtlijn 2006/116/EG betreffende de beschermingstermijn van het auteursrecht en van bepaalde naburige rechten (2011/77/EU).

### Toestemming
Binnen de Europese Unie heeft een uitvoerend kunstenaar, film- of platenmaatschappij of omroeporganisatie het recht:
- Te beslissen of een uitvoering mag worden opgenomen;
- Te beslissen of een opname mag worden vermenigvuldigd en op de markt gebracht;
- Te beslissen of een opname mag worden uitgezonden of vertoond (bijvoorbeeld in een bioscoop of buurthuis) of ten gehore gebracht (bijvoorbeeld als achtergrondmuziek in een winkelcentrum).

Op commerciële basis uitgebrachte platen (fonogrammen) mogen altijd worden uitgezonden of ten gehore gebracht mits er een billijke vergoeding voor betaald wordt ten bate van de kunstenaar en de producent.
Er is geen toestemming nodig voor het gebruik van werken met naburige rechten wanneer er een uitzondering op beperking van toepassing is. Deze uitzonderingen en beperkingen zijn gelijk aan de uitzonderingen en beperkingen van het auteursrecht.

### Persoonlijkheidsrechten
Uitsluitend de uitvoerend kunstenaar heeft daarnaast nog een aantal persoonlijkheidsrechten, ook wel morele rechten. Hij heeft er bijvoorbeeld recht op dat zijn naam wordt vermeld op de opname, en dat het werk niet wordt verminkt.

### Duur van naburige rechten
De duur van naburige rechten is verschillend voor uitvoerend kunstenaars en producenten van fonogrammen en films. Wanneer de rechthebbende overlijdt gaat het recht automatisch over naar de erfgenamen.
De naburige rechten voor uitvoerend kunstenaars ontstaan bij het optreden en duren 50 jaar te rekenen vanaf 1 januari volgend het jaar van de uitvoering. Als een opname van een voorstelling pas na verloop van tijd rechtmatig openbaar wordt gemaakt, begint de termijn van 50 jaar pas op dat moment te lopen. Als de opname voor het eerst openbaar gemaakt wordt meer dan 50 jaar na het optreden dan blijft het werk publiek domein.
De rechten van producenten van fonogrammen en films ontstaan bij de creatie van de fonogram of film en duren 70 jaar te rekenen vanaf 1 januari opvolgend het jaar van creatie. Als een werk binnen deze 70 jaar rechtmatig openbaar wordt gemaakt dan start deze teller opnieuw. Wordt de fonogram of film pas meer dan 70 jaar na creatie openbaar gemaakt dan is het recht al verlopen.

### Overdracht van naburige rechten
In principe kunnen de rechten worden overgedragen aan een ander (bijvoorbeeld, een zanger kan zijn rechten verkopen aan de platenmaatschappij), met een paar uitzonderingen:
- De persoonlijkheidsrechten blijven bij de oorspronkelijke kunstenaar.
- Een zanger of musicus houdt altijd recht op een billijke vergoeding bij verhuur van cd's en dergelijke.

## Naburige rechten in Nederland
De Nederlandse Wet op de naburige rechten, die in 1993 is ingevoerd en sindsdien meerdere keren aangepast. De wet geeft rechten aan uitvoerend kunstenaars. Onder uitvoerend kunstenaars worden verstaan
"de toneelspeler, zanger, musicus, danser en iedere andere persoon die een werk van letterkunde of kunst opvoert, zingt, voordraagt of op enige andere wijze uitvoert, alsmede de artiest, die een variété- of circusnummer of een poppenspel uitvoert".
Als er meer dan zes acteurs of musici hebben meegedaan, moeten ze een vertegenwoordiger kiezen om hun rechten te kunnen uitoefenen.
De wet geeft daarnaast ongeveer dezelfde rechten aan de producenten, dat wil zeggen aan film- en platenmaatschappijen en omroeporganisaties.

### Uitzonderingen
De volgende handelingen zijn, overeenkomstig de auteursrechten, wél toegestaan:
- Kopiëren voor eigen oefening, studie of gebruik;
- Het gebruik van fragmenten in nieuwsuitzendingen;
- Het citeren in een aankondiging, beoordeling, polemiek of wetenschappelijke verhandeling (citaatrecht).
- Het gebruiken van opnamen in studieboeken of bijvoorbeeld voor schooltv, als toelichting bij het onderwijs; daarvoor moet in bepaalde gevallen wel een vergoeding betaald worden.

### Inning en verdeling
De inning en verdeling van de vergoedingen worden uitgevoerd door organisaties die door de overheid zijn aangewezen.
De Stichting ter Exploitatie van Naburige Rechten (SENA) zorgt voor de inning en verdeling van vergoedingen voor het uitzenden en laten horen van geluidsopnamen (cd's en dergelijke).
De Stichting NORMA (NORMA) behartigt alle overige collectieve belangen van musici en acteurs op het gebied van het naburig recht, zoals de inning en verdeling van o.a. thuiskopie-, leenrecht- en kabelgeld.
In België heet de vergoeding voor naburig rechten de billijke vergoeding, die wordt geïnd door de collectieve beheersmaatschappijen PlayRight (voor de artiesten-vertolkers) en Simim (voor de producenten).

### Vergoeding
De uitvoerend kunstenaar en de producent hebben ook het recht een billijke vergoeding te ontvangen (leenrecht) bij het uitlenen van een opname, bijvoorbeeld van een cd in een bibliotheek of van een film bij een videotheek.
Als men het over de hoogte van de vergoeding niet eens wordt, kunnen de belanghebbenden de arrondissementsrechtbank van Den Haag om een uitspraak vragen.
Instellingen van onderwijs en onderzoek zijn vrijgesteld van het leenrecht.

### Strafbaarheid
Overtreding van de Wet op de naburige rechten is strafbaar. Op het opzettelijk zonder toestemming uitzenden of verspreiden van opnames staat maximaal één jaar gevangenisstraf. Wie van die activiteiten zijn bedrijf of beroep maakt, kan zelfs vier jaar krijgen.